# Antonín Bunzl
Antonín Bunzl (16. září 1919 Úpice – 18. října 1942 Northolt) byl československý občan židovského původu a palubní telegrafista 311. československé bombardovací perutě.

## Život

### Před druhou světovou válkou
Antonín Bunzl se narodil 16. září 1919 v Úpici na Trutnovsku v rodině židovského inženýra. Vychodil obecnou školu v rodném městě a vystudoval trutnovské reformované gymnázium, kde i odmaturoval. V rámci Masarykovy letecké ligy se věnoval plachtění. Nastoupil ke studiu chemie na Vysoké škole technické, kde stihl dokončit dva semestry.

### Druhá světová válka
Po uzavření českých vysokých škol nacisty se Antonín Bunzl pokusil ilegálně opustit Protektorát Čechy a Morava. První pokus byl neúspěšný, byl zadržen na slovensko-maďarské hranici. Druhý na konci roku 1939 se mu již povedl, přestože byl opět v Maďarsku zadržen a krátce vězněn v Budapešti. Po propuštění se přes Jugoslávii, Řecko, Turecko, Sýrii a Libanon se dostal do francouzské Marseille, kam dorazil 3. března 1940. Ve Francii následně 6. března vstoupil do zde vznikající československé zahraniční jednotky a v Agde byl zařazen mezi telegrafní rotě. Zúčastnil se bitvy o Francii. Po jejím pádu v červnu 1940 se evakuoval do Spojeného království. Zde na vlastní žádost vstoupil do Royal Air Force, kde kromě výcviku na palubního radiotelegrafistu absolvoval i výcvik střelecký. Dne 22. března 1941 byl zařazen k 311. československé bombardovací peruti a po dalším výcviku byl v září téhož roku připuštěn k operační činnosti. Prvního letu se zúčastnil 3. října a bylo jím bombardování přístavu Dunkerk. Zúčastnil se dalších misí nad nacistické Německo a okupovanou Evropu, po převelení perutě pod pobřežní velitelství RAF hlídkových protiponorkových letů nad oceán. Dne 27. září 1942 se jako člen posádky letadla spolupodílel na potopení německé ponorky U 165. Dne 18. října téhož roku letěl jako cestující ve stroji Vickers Wellington T2564 KX-T v rámci přeletu do Londýna společně s dalšími třinácti příslušníky 311. perutě a jedním belgickým důstojníkem. Stroj se z nezjištěných příčin zřítil u letiště Northolt a všichni na jeho palubě a šest dalších osob na zemi zahynulo. Dosáhl hodnosti podporučíka. Pohřben byl na hřbitově v Brookwoodu.

## Rodina
Rodiče Antonína Bunzla se stali obětí holokaust u a zahynuli v koncentračním táboře.

## Ocenění

### Vyznamenání
- 3x Československý válečný kříž 1939
- Československá medaile Za chrabrost před nepřítelem
- Pamětní medaile československé armády v zahraničí

### Posmrtná cenění
- Antonín Bunzl byl in memoriam povýšen do hodnosti nadporučíka a v roce 1991 do hodnosti podplukovníka